# Keselő-hegyi-barlang
A Keselő-hegyi-barlang Magyarország fokozottan védett barlangjai közül az egyik. A Gerecse fokozottan védett hat barlangja közül az egyik. A hegység leghosszabb és legmélyebb barlangja. A Duna–Ipoly Nemzeti Park Igazgatóság területén található.

## Leírás
A Keselő-hegyen lévő működő kőbányában, a Tatabányai Mész- és Cementművek területén található a bejárata. Felső triász dachsteini mészkőben két határozott tektonikus törésvonal mentén keletkezett. A viszonylag bonyolult kiterjedése ellenére sincs benne vízszintes járat. Egyetlen, majdnem függőleges hasadékjáratból áll, amelynek átlagos szélessége 1 m. A legszélesebb része az 5–6 m széles Nagy-terem.
Változatossága főleg a hasadék szűkebb részeibe beszorult nagy kőtömbök és az álfenekek miatt jött létre. Ezek miatt az akadályok miatt találhatók benne párkányok, kiállók. Mivel megosztják az egybefüggő hasadékot ezek a természetes kialakulású térválasztók, ezért termeknek nevezhető részek is vannak a barlangban, például a Kos-terem és a Magányos-terem. Az üregrendszer a tektonikus hasadékok mentén történt karsztvízszint alatti oldódás miatt jött létre. Később az oldódás a felszínről beszivárgó vizek miatt folytatódott.
A középső szektorban, 40 m-es és 80 m-es mélység között van a legtöbb képződmény. Itt gombostűs aragonit és tűkristályos aragonit, de a legelterjedtebben borsókő díszíti a járatokat. A falakat majdnem mindenhol 1–15 cm vastag, különböző mértékben visszaoldott kalcitréteg fedi. Ez a három kiválás a középső szektor három jól szétválasztható szintjén települt. Cseppkövek, amelyek kisebb lefolyások, illetve bekérgezések alakjában jelentkeznek a barlangban alig vannak benne. A 115 m mélyen található mélypontján az eredeti karsztvízszintet bizonyító, térdig érő és híg sár van, amely a továbbjutást akadályozza. A lezárt barlang a Duna–Ipoly Nemzeti Park Igazgatóság engedélyével látogatható. Bejárásához sziklamászó tudás és kötéltechnikai eszközök alkalmazása szükséges.
A karsztvízszint a legmélyebb pontjától kb. 10–15 m-rel mélyebben van. A Keselő-hegyi-barlang, valamint a bejáratától 35 m-re és 20 m-rel magasabban nyíló Keselő-hegyi 11. sz. barlang összefügg. Ezt a kapcsolatot régen csak vízfolyásnyomok alapján sejtették, de később füstjelzéses vizsgálattal és üledékelemzéssel igazolták a két barlang összetartozását. Ha a két barlang között létrejönne az átjárhatóság, aminek kicsi az esélye, akkor 135 m vertikális kiterjedésű barlangrendszer jönne létre.
Előfordul a barlang az irodalmában 1. sz. barlang (Kordos 1984), Keselő-hegy Cave (Takácsné, Eszterhás, Juhász, Kraus 1989) és Keselő-hegyi 1. sz. barlang (Nyerges 2003) neveken is. 1977-ben volt először Keselő-hegyi-barlangnak nevezve a barlang az irodalmában (Faber 1977 és Kordos 1977).

## Denevér-megfigyelések
| \| Dátum \| Rhin. hip. \| Myo. myo. \| Myo. nat. \| indet sp. \| Összesen \| \| ------------------ \| ---------- \| --------- \| --------- \| --------- \| -------- \| \| 1986. január 18. \| – \| – \| – \| – \| – \| \| 1990. április 5. \| – \| – \| – \| – \| – \| \| 1990. július 20. \| – \| – \| – \| – \| – \| \| 1990. december 27. \| – \| – \| – \| – \| – \| \| 1991. február 10. \| – \| – \| – \| – \| – \| \| 1991. június 24. \| – \| – \| – \| – \| – \| \| 1994. december 30. \| – \| – \| – \| 1 \| 1 \| \| 1998. február 5. \| – \| – \| – \| – \| – \| \| 2001. február 18. \| – \| – \| – \| – \| – \| \| 2001. június 24. \| – \| – \| – \| – \| – \| \| 2002. február 16. \| – \| – \| – \| – \| – \| \| 2002. június 23. \| – \| – \| – \| – \| – \| \| 2004. május 16. \| – \| – \| – \| – \| – \| \| 2004. november 6. \| – \| – \| – \| – \| – \| \| 2006. február 11. \| – \| – \| – \| – \| – \| \| 2006. június 30. \| – \| – \| – \| – \| – \| \| 2009. január 31. \| – \| – \| – \| – \| – \| \| 2009. június 28. \| – \| – \| – \| – \| – \| \| 2010. június 27. \| – \| – \| – \| – \| – \| \| 2010. december 29. \| – \| – \| – \| – \| – \| \| 2011. június 30. \| – \| – \| – \| – \| – \| \| 2011. december 30. \| – \| – \| – \| – \| – \| \| 2012. június 30. \| – \| – \| – \| – \| – \| \| 2012. december 14. \| 7 \| – \| – \| 1 \| 8 \| \| 2013. január 27. \| 57 \| 2 \| – \| – \| 59 \| \| 2013. június 30. \| – \| – \| – \| – \| – \| \| 2013. december 1. \| 54 \| – \| – \| – \| 54 \| \| 2013. december 28. \| 81 \| 1 \| – \| – \| 82 \| \| 2014. március 30. \| 39 \| 2 \| – \| – \| 41 \| \| 2014. december 28. \| 115 \| 4 \| 3 \| – \| 122 \| |            |           |           |           |          |
| Dátum | Rhin. hip. | Myo. myo. | Myo. nat. | indet sp. | Összesen |
| 1986. január 18. | –          | –         | –         | –         | –        |
| 1990. április 5. | –          | –         | –         | –         | –        |
| 1990. július 20. | –          | –         | –         | –         | –        |
| 1990. december 27. | –          | –         | –         | –         | –        |
| 1991. február 10. | –          | –         | –         | –         | –        |
| 1991. június 24. | –          | –         | –         | –         | –        |
| 1994. december 30. | –          | –         | –         | 1         | 1        |
| 1998. február 5. | –          | –         | –         | –         | –        |
| 2001. február 18. | –          | –         | –         | –         | –        |
| 2001. június 24. | –          | –         | –         | –         | –        |
| 2002. február 16. | –          | –         | –         | –         | –        |
| 2002. június 23. | –          | –         | –         | –         | –        |
| 2004. május 16. | –          | –         | –         | –         | –        |
| 2004. november 6. | –          | –         | –         | –         | –        |
| 2006. február 11. | –          | –         | –         | –         | –        |
| 2006. június 30. | –          | –         | –         | –         | –        |
| 2009. január 31. | –          | –         | –         | –         | –        |
| 2009. június 28. | –          | –         | –         | –         | –        |
| 2010. június 27. | –          | –         | –         | –         | –        |
| 2010. december 29. | –          | –         | –         | –         | –        |
| 2011. június 30. | –          | –         | –         | –         | –        |
| 2011. december 30. | –          | –         | –         | –         | –        |
| 2012. június 30. | –          | –         | –         | –         | –        |
| 2012. december 14. | 7          | –         | –         | 1         | 8        |
| 2013. január 27. | 57         | 2         | –         | –         | 59       |
| 2013. június 30. | –          | –         | –         | –         | –        |
| 2013. december 1. | 54         | –         | –         | –         | 54       |
| 2013. december 28. | 81         | 1         | –         | –         | 82       |
| 2014. március 30. | 39         | 2         | –         | –         | 41       |
| 2014. december 28. | 115        | 4         | 3         | –         | 122      |

## Kutatástörténet
Kőbányászat következtében nyílt meg. 1976. november 21-én fedezték fel és járták be ásványgyűjtés közben az első, kb. 10 m-es részét a Szabó József Geológiai Szakközépiskola tanulói. A felfedezést követően még abban az évben négyszer jártak benne, hogy a 110 m-es mélységben (az általuk akkor barometrikus szintkülönbség mérővel mért mélység 115 m volt) található Dagonya nevű helyig be tudják járni. Azért kellett ehhez négy alkalommal leszállniuk, mert kevés volt a kötelük. Ezzel a mélységgel megelőzte a Lengyel-barlang mélységét és a hegység legmélyebb barlangja lett.
1977-ben tárták fel a Kos-termet és környékét, valamint készítettek hosszmetszet térképet és keresztmetszet térképet a Hajmosóig. 1977-ben készült el első teljes függőleges metszet térképe. A barlang részletes leírása és a térkép a Karszt és Barlang 1977. évi évfolyamában jelent meg. A leírás szerint a felmérés után 120 m mélynek mérték. A nyomtatásban megjelent térképen Dagonya helyett Pagonya van írva. A Kos-terem alatt, a teremtől 30 m-re található járatban a járat felfedezése előtt odakerült védősisakot találtak a barlangkutatók.
Az 1977. december 31-i állapot szerint (MKBT Meghívó 1978. május) a Gerecse hegységben lévő és 115 m mély Keselő-hegyi-barlang az ország 12. legmélyebb barlangja. Az 1977. évi Karszt és Barlangban megjelent összeállítás alapján, 1977. december 31-én Magyarország 44. leghosszabb barlangja a Gerecse hegységben elhelyezkedő, 1977. december 31-én 260 m hosszú, 1976-ban és 1975-ben pedig ismeretlen hosszú Keselő-hegyi-barlang. Az összeállítás szerint, 1977. december 31-én Magyarország 13. legmélyebb barlangja a Gerecse hegységben elhelyezkedő, 1977. december 31-én 115 m mély, 1976-ban 120 m mély, 1975-ben pedig ismeretlen mély Keselő-hegyi-barlang. Ez az összeállítás naprakészebb az 1978. májusi MKBT Meghívóban publikált listánál.
1979 és 1981 között a Kos-terem alatti szakaszba jutottak be a Vértes László Karszt- és Barlangkutató Csoport tagjai. Az 1980. évi barlangkutató vándorgyűlés kirándulásainak fő célpontja volt. 1982-ben a Bányász Művelődési és Oktatási Központ Vértes László Karszt- és Barlangkutató Csoportjának volt kutatási engedélye a barlang kutatásához. Az 1984-ben megjelent, Magyarország barlangjai című könyv szerint az 1970-es évek nagyobb barlangi felfedezései közé tartozik a Keselő-hegyi-barlangban történt 110 m mélyre lejutás. A könyv országos barlanglistájában szerepel a Gerecse hegység barlangjai között a barlang Keselő-hegyi-barlang néven 1. sz. barlang névváltozattal. A listához kapcsolódóan látható a Dunazug-hegység barlangjainak földrajzi elhelyezkedését bemutató 1:500 000-es méretarányú térképen a barlang földrajzi elhelyezkedése. Az 1986. évi Karszt és Barlangban megjelent bibliográfia regionális bibliográfia részében szerepel a barlang Keselő-hegyi-barlang néven. Az összeállítás szerint a Karszt és Barlangban publikált írások közül 1 foglalkozik a barlanggal.
Az 1987. december 31-i állapot alapján Magyarország 35. leghosszabb barlangja a 4610 barlangkataszteri egységben lévő, kb. 500 m hosszú Keselő-hegyi-barlang. A 36. leghosszabb barlang (Pisznice-barlang), a 37. leghosszabb barlang (Szeleta-zsomboly) és a 38. leghosszabb barlang (Szirén-barlang) szintén kb. 500 m hosszú. Az összeállítás szerint az 1977. évi Karszt és Barlangban közölt hosszúsági listában a Keselő-hegyi-barlang 260 m hosszú. Juhász Márton 1987. évi szóbeli közlése, hogy a barlang kb. 500 m hosszú, amelyből 260 m van felmérve. Az 1987. december 31-i állapot alapján Magyarország 18. legnagyobb függőleges kiterjedésű barlangja a 4610 barlangkataszteri egységben lévő, 115 m függőleges kiterjedésű Keselő-hegyi-barlang. Az összeállítás szerint az 1977. évi Karszt és Barlangban közölt mélységi listában a barlang 115 m mély.
1988. október 1-től a környezetvédelmi és vízgazdálkodási miniszter 7/1988. (X. 1.) KVM rendeletének (6. §. 2. pont, illetve 5. sz. melléklet) értelmében a Gerecse hegységben lévő Keselő-hegyi-barlang fokozottan védett barlang. Fokozottan védett barlang nagy függőleges kiterjedése, valamint nagy mennyiségben és sokféle változatban előforduló képződményei miatt lett. Az 1988. évi Karszt és Barlangban közölve lett, hogy a Gerecse hegységben elhelyezkedő Keselő-hegyi-barlang bekerült Magyarország fokozottan védett barlangjai közé. Magyarországon a Keselő-hegyi-barlanggal együtt 108 barlang van fokozottan védve.
Az 1989. évi Karszt és Barlangban lévő, Magyarország barlangjai című összeállításban szó van arról, hogy a Gerecse hegységben, a Tatabányától K-re fekvő Keselő-hegyen van a hegység legmélyebb ürege, a 120 m mély és kb. 500 m hosszú Keselő-hegyi-barlang. 1976-ban, kőbányászat során lett felfedezve a barlang. Hasadékjellegű aknáinak és termeinek falain helyenként megfigyelhetők szép aragonitkristály csoportok. A publikációban lévő 1. ábrán (Magyarország térkép) be van mutatva a barlang földrajzi elhelyezkedése. A folyóirat 1989. évi különszámában napvilágot látott ennek az utóbbi tanulmánynak az angol nyelvű változata (The caves of Hungary). Ebben a tanulmányban Keselő-hegy Cave a barlang neve. Az angol nyelvű tanulmányhoz mellékelve megjelent egy olyan lista, amelyben Magyarország leghosszabb, és egy olyan lista, amelyben Magyarország legmélyebb barlangjai vannak felsorolva. A két felsorolás szerint a Gerecse hegységben fekvő, 500 m hosszú és 115 m mély Keselő-hegyi-barlang (Keselő-hegy Cave) 1988-ban Magyarország 36. leghosszabb és 18. legmélyebb barlangja. (1977-ben 260 m hosszú és 115 m mély volt a barlang.)
Az 1990. évi MKBT Műsorfüzetben lévő, Juhász Márton által megjelentetett hír szerint az Észak-dunántúli Környezetvédelmi és Vízügyi Igazgatóság megbízása alapján a Gerecse Barlangkutató Egyesület látja el a Gerecse hegységben fekvő, lezárt Keselő-hegyi-barlang gondozását. Túralehetőséget, igény, illetve szükség esetén túravezetést előzetes egyeztetés alapján biztosít az egyesület. 1992-ben, a barlang felmérése közben találták meg az összeköttetést a Kos-terem és a Dagonya között a Tatabányai Barlangkutató Egyesület kutatói. Ekkor készítették el a barlang hossz-szelvény térképét. A barlang a felmérés szerint 347 m hosszú (ehhez hozzáadódik, becslés alapján kb. 50 m hossz) és 115,3 m mély. Közben a barlang mélypontján történt nem várt álfenék beomlás következtében 5 m-rel nőtt a barlang mélysége. 1994-ben lett megszerkesztve a kőbányában található barlangok bejáratának elhelyezkedését ábrázoló helyszínrajz.
Az 1994. évi Limesben közölt, Székely Kinga által írt dolgozatban az van írva, hogy a 4610/1 barlangkataszteri számú Keselő-hegyi-barlang Bertalan Károly barlangleltárában nincs benne. A Barlangtani Intézetben a fokozottan védett barlangnak kataszteri törzslapja, térképe, fényképe, kutatási törzslapja és irodalmi törzslapja van. Az 1994. évi Limesben napvilágot látott, Kordos László által írt összeállításban az szerepel, hogy 1977-ben a barlangban lévő Kos-terem feljárójából Faber László fajra nem meghatározott Rana maradványt gyűjtött.
Az 1994. évi Limesben lévő, Juhász Márton által írt tanulmányban az olvasható, hogy 1980-ban az MKBT XXV. Országos Vándorgyűlésén lehetett túrázni a barlangban. A Keselő-hegyi-barlang 1976-os felfedezését követően alakult Szabó József Geológiai Szakközépiskola Barlangkutató Csoportja 1981-ig a Keselő-hegy kőfejtőiben végzett kis barlangfeltárásokat. 1982-ben a barlang végpontjának bontása nem hozott számottevő eredményt.
Az 1994. évi Limesben kiadott, Takácsné Bolner Katalin által írt publikáció szerint az 1970-es évek elején kezdődött, elsősorban a Vértes László Karszt- és Barlangkutató Csoporthoz és a Megalodus Barlangkutató Csoporthoz kapcsolódó intenzív feltáró kutatások, szisztematikus kataszterező és dokumentációs munkák, tudományos igényű leírások az eltelt 25 évben többszörösére növelték a hévizes jellemvonásokat mutató barlangok számát. Ezek közül kiemelkedik például a már fokozottan védett Keselő-hegyi-barlang 1976. évi megismerése. A Keselő-hegy és Kálvária-hegy valószínűleg termálkarsztos eredetű 11 barlangja közül az egyik jelentős barlang a kb. 400 m hosszú és 115 m mély, kifejezetten függőleges hasadék-jellegű Keselő-hegyi-barlang, amely dachsteini mészkőben jött létre. Felhőszerű, romboéderes felületű, kristályos kalcitbevonat, elfogadottan termálvizes ásványoknak tartott barit és kristályos kalcit előfordulnak a barlangban.
1998. május 14-től a környezetvédelmi és területfejlesztési miniszter 13/1998. (V. 6.) KTM rendelete szerint a Duna–Ipoly Nemzeti Park Igazgatóság illetékességi területén, a Gerecse hegységben található Keselő-hegyi-barlang az igazgatóság engedélyével látogatható. 2001. május 17-től a környezetvédelmi miniszter 13/2001. (V. 9.) KöM rendeletének értelmében a Gerecse hegység területén lévő Keselő-hegyi-barlang fokozottan védett barlang. Egyidejűleg a fokozottan védett barlangok körének megállapításáról szóló 1/1982. (III. 15.) OKTH rendelkezés hatályát veszti.
A Székely Kinga szerkesztette és 2003-ban kiadott könyvben lévő barlangismertetésben 400 m hosszúnak, 115,3 m függőleges kiterjedésűnek és 55 m vízszintes kiterjedésűnek van leírva. A könyvben található, Egri Csaba és Nyerges Attila által készített hosszúsági lista szerint a Gerecse hegységben lévő és 4610-1 barlangkataszteri számú Keselő-hegyi-barlang Magyarország 62. leghosszabb barlangja 2002-ben. A 2002-ben 400 m hosszú barlang 1977-ben 260 m és 1987-ben 500 m hosszú volt. A könyvben található, Egri Csaba és Nyerges Attila által készített hosszúsági lista szerint a Gerecse hegységben lévő és 4610-1 barlangkataszteri számú Keselő-hegyi-barlang Magyarország 20. legmélyebb barlangja 2002-ben. A 2002-ben 115 m mély barlang 1977-ben és 1987-ben is 115 m mély volt.
A 2005-ben megjelent Magyar hegyisport és turista enciklopédia című kiadványban önálló szócikke van a barlangnak. A szócikk szerint a Keselő-hegyi-barlang a Gerecse hegységben található és fokozottan védett természeti érték. A Tatabányai Mész- és Cementművek keselő-hegyi működő kőbányájában, 230 m tszf. magasságban van a barlang bejárata. A Szabó József Geológiai Szakközépiskola tanulói 1976-ban, ásványgyűjtés közben fedezték fel. A hegység legmélyebb barlangja a 400 m hosszú és 115 m mély aknarendszer, amely triász mészkőben, tektonikus törések mentén jött létre. A két határozott tektonikus törésvonal mentén húzódó, jellemzően függőleges hasadékjárat átlag 1 m széles, csak a Nagy-teremben bővül 5–6 m-re. A falakon foltokban borsókő és aragonit, valamint 1–15 cm vastag, visszaoldott kalcitkéreg látható. Végpontján a továbbjutást az eredeti karsztvízszintet jelölő, térdig érő híg sárdugó gátolja. Engedély, mászótudás és technikai eszközök használata kell a lezárt barlang megtekintéséhez.
2005. szeptember 1-től a környezetvédelmi és vízügyi miniszter 22/2005. (VIII. 31.) KvVM rendelete szerint a Duna–Ipoly Nemzeti Park Igazgatóság működési területén, a Gerecse hegységben található Keselő-hegyi-barlang a felügyelőség engedélyével látogatható. 2005. szeptember 1-től a környezetvédelmi és vízügyi miniszter 23/2005. (VIII. 31.) KvVM rendelete szerint a Gerecse hegységben lévő Keselő-hegyi-barlang fokozottan védett barlang. 2007. március 8-tól a környezetvédelmi és vízügyi miniszter 3/2007. (I. 22.) KvVM rendelete szerint a Duna–Ipoly Nemzeti Park Igazgatóság működési területén lévő Gerecse hegységben elhelyezkedő Keselő-hegyi-barlang az igazgatóság engedélyével tekinthető meg.
2013. július 19-től a vidékfejlesztési miniszter 58/2013. (VII. 11.) VM rendelete szerint a Keselő-hegyi-barlang (Gerecse hegység, Duna–Ipoly Nemzeti Park Igazgatóság működési területe) az igazgatóság hozzájárulásával látogatható. 2015. november 3-tól a földművelésügyi miniszter 66/2015. (X. 26.) FM rendelete szerint a Keselő-hegyi-barlang (Gerecse hegység) fokozottan védett barlang. 2021. május 10-től az agrárminiszter 17/2021. (IV. 9.) AM rendelete szerint a Keselő-hegyi-barlang (Gerecse hegység, Duna–Ipoly Nemzeti Park Igazgatóság működési területe) az igazgatóság engedélyével látogatható. A 13/1998. (V. 6.) KTM rendelet egyidejűleg hatályát veszti.